# 許金雄
許金雄（1952年9月10日—），台湾角力运动员，曾代表中华民国参加1972年夏季奥林匹克运动会男子自由式摔跤57公斤级比赛，但在第二轮被希腊选手喬治斯·哈齊奧尼迪斯击败。